# 밀란 1세
밀란 1세(세르비아어: Милан I / Milan I, 1854년 8월 22일 ~ 1901년 2월 11일) 또는 밀란 오브레노비치(세르비아어: Милан Обреновић / Milan Obrenović)는 세르비아 공국의 공작(크네즈(Knez), 재위: 1868년 6월 10일 ~ 1882년 3월 6일)이자 세르비아 왕국의 초대 국왕(재위: 1882년 3월 6일 ~ 1889년 3월 6일)이다.
밀로시 오브레노비치(Miloš Obrenović) 공작의 동생인 예브렘 오브레노비치(Jevrem Obrenović)의 손자로 태어났다. 1868년 밀로시 오브레노비치의 5촌 당숙인 미하일로 오브레노비치 3세(Mihajlo Obrenović III) 공작이 자녀 없이 암살당하면서 세르비아의 밀란 4세(세르비아어: Милан IV / Milan IV) 공작으로 즉위하였다. 즉위 당시에는 나이가 14세였기 때문에 섭정이 대신 정치를 맡았다.
1872년 8월 22일부터 친정을 시작했으며 오스트리아-헝가리 제국, 러시아 제국 간의 균형 외교를 기본 정책으로 삼았다. 1878년에 체결된 베를린 조약에 따라 세르비아 공국은 오스만 제국으로부터 독립한 주권 국가로 인정받았다. 1882년 3월 6일에 세르비아 공국이 세르비아 왕국으로 격상되면서 군주의 칭호 또한 국왕으로 변경되었다.
1889년 3월 6일에는 나탈리야 오브레노비치(Natalija Obrenović) 왕비와의 불화로 인하여 퇴위하였고 아들인 알렉산다르 1세가 즉위하였다. 세르비아의 왕위에서 물러난 이후에는 오스트리아-헝가리 제국의 지배를 받고 있던 카를로비바리, 티미쇼아라, 빈으로 이주했다.